# Cornell Powell
Cornell Powell (Greenville, Carolina del Norte, 30 de octubre de 1997) es un jugador profesional estadounidense de fútbol americano que se desempeña en la posición de wide receiver en Kansas City Chiefs, equipo de la National Football League (NFL).

## Carrera
Fue seleccionado en la quinta ronda en la Reunión Anual de Selección de Jugadores de la NFL de 2021. Hizo su debut profesional con el equipo Kansas City Chiefs, donde lleva jugando tres temporadas.